# Nick Broomfield

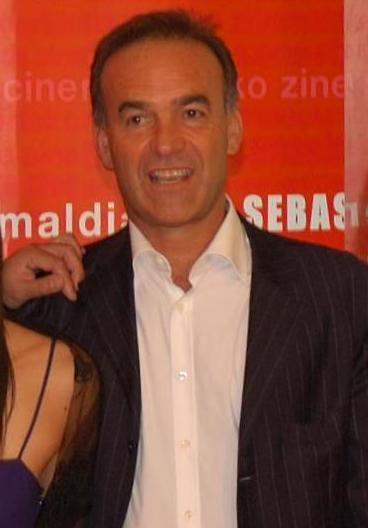
Nick Broomfield (2005)

Nicholas Broomfield (* 30. Januar 1948 in London) ist ein britischer Dokumentarfilmer.

## Leben
Broomfield hat an der Universität in Cardiff Rechtswissenschaften, an der Universität Essex Politikwissenschaften und an der National Film and Television School Filmwissenschaften studiert.
Broomfield arbeitet bei seinen Dokumentationen meist mit einer sehr kleinen Crew, oft nur er und ein bis zwei Kameramänner. Er ist dann während der Dreharbeiten auch für den Ton zuständig. Er begann in den 1970er Jahren im Stil des Cinéma vérité. Über die Zeit wandelte sich sein Stil. Er tritt jetzt selbst in seinen Dokumentationen auf und ist auch Teil der Geschichten, ähnlich wie Michael Moore. Experten-Interviews werden kaum verwendet. Die Themen, über die er arbeitet, sind meist gesellschaftlich, aber sehr unterschiedlich. Er hat Dokumentationen zu eher Boulevardthemen wie die Morde an den US-Rappern Tupac Shakur und The Notorious B.I.G. oder Kurt Cobain und Courtney Love gemacht. Aber auch Themen wie der Irakkonflikt oder Serienmörder werden von ihm behandelt.

## Filmografie (Auswahl)
- 1971: Who Cares?
- 1973: Proud to be British
- 1975: Juvenile Liaison
- 1979: Behind the Rent Strike
- 1980: Whittingham
- 1981: Fort Augustus
- 1981: Soldier Girls
- 1982: Tatooed Tears
- 1983: Chicken Ranch
- 1986: Lily Tomlin
- 1988: Driving me Crazy
- 1989: Diamond Skulls
- 1991: The Leader, His Driver and the Driver’s Wife
- 1992: Aileen Wuornos: The Selling of a Serial Killer
- 1992: Monster in a Box
- 1994: Tracking Down Maggie
- 1995: Heidi Fleiss: Hollywood Madam
- 1996: Die Peitsche der Pandora (Fetishes)
- 1998: Kurt and Courtney
- 2002: Biggie & Tupac
- 2003: Aileen: Life and Death of a Serial Killer
- 2006: His Big White Self
- 2006: Ghosts
- 2007: Battle for Haditha
- 2011: Sarah Palin: You Betcha!
- 2017: Whitney – Can I Be Me
- 2019: Marianne & Leonard: Words of Love